# Tarquinia (film)
Tarquinia è un film del 1932, diretto da Carlo Ludovico Bragaglia.

## Produzione
Il cortometraggio fa parte di una serie di 17 documentari prodotti dalla Cines tra il 1932 e il 1933.

## Trama
(Voce narrante nel documentario)
Il documentario inizia con la campagna su cui sorge Tarquinia, la città più a sud dell'antico regno etrusco con la sua necropoli, le tombe scavate nel tufo impreziosite dalla presenza di affreschi e oggetti d'arte. La macchina da presa si sofferma sulle scene raffigurate, sui fregi. L'architettura della città è ricordata anche per le torri medioevali e le chiese rinascimentali. Le immagini ci riportano poi alla campagna rurale con l'attività agricola.

## Critica
« [...] Tarquinia e Moli romane [...] sono accomunati dall'inserire la descrizione più strettamente artistica all'interno di una cornice naturalistico-paesaggistica (le campagne attorno alla necropoli e attorno alla capitale) che potrebbe forse ribadire quella vocazione rurale cui l'Italia, pur in cammino verso la modernizzazione, può non essere ancora pronta a rinunciare. La propaganda, se di propaganda si può parlare in questo specifico caso, non si ritrova in riferimenti al regime o ad una presunta italica superiorità, quanto piuttosto in alcuni orgogliosi riferimenti al passato remoto della nazione.»